# Ракошпалота
Ракошпалота (мађ. Rákospalota) је до 1949. године била самосталан град, а данас је део Будимпеште и налази се у 15. округу, (Budapest XV. kerülete).
Ракошпалота је до 1950. године као самосталан град у свом саставу имала Иштвантелек и Ујпалоту, тако да садашњи назив дела Будимпеште, Ракошпалота, не одсликава пређашњи постојећи град. После уједињења Ракошпалоте са Будимпештом, два ранија саставна дела града Иштвантелек и Ујпалота, технички су се раздвојила и сада припадају различитим окрузима Будимпеште. Ујпалота и Ракошпалота су у XV округу а Иштвантелек је у IV округу.

## Географија
Данашњи део 15. округа, Ракошпалота, се простире од железничке пруге МАВа према Вацу, преко ракошпалотачког пута, сентмихаљског пута, банкутске улице до северозападне стране Мезешкалачког трга.

## Историја
Појам Њир-Палота (Nyír-Palota) се први пут у документима спомиње 1243. године. За време владавине Турака, Ракошпалота је припадала Османлијском делу Мађарске али само место а ни околна места нису била опустошена. Током историје господари ових пространстава су се често мењали. Становништво се ослободило задњег властодржца, Иштвана Кароша, 1861. године, а 30. јуна 1923. године Ракошпалота је проглашена за самосталан град .
Заједно са великим бројем околних насеља, Ракошпалота је 1. јануара 1950. године припојена Будимпешти и постала је део једног од двадесет три округа Будимпеште. Истовремено је, до тада Ракошпалоти припадајући Иштвантелек припојен у, такође новостворени, IV округ Ујпешт.